# Bahnhof Dülmen
Der Bahnhof Dülmen liegt in Dülmen im westlichen Münsterland. In ihm kreuzen sich die Bahnstrecke Wanne-Eickel–Hamburg (unten) und die Bahnstrecke Dortmund–Gronau (oben). Zwischenzeitlich existierten zwei Verbindungskurven, heute sind die Strecken hier jedoch nicht mehr verbunden. Er ist einer von drei in Betrieb befindlichen Turmbahnhöfen (von ehemals sechs) in Nordrhein-Westfalen.

## Geschichte
Die Köln-Mindener Eisenbahn-Gesellschaft (CME) erhielt am 28. Mai 1866 die Konzession zum Bau einer Bahnstrecke von Wanne nach Osnabrück. Diese war Teil der überregionalen Hamburg-Venloer Bahn, welche wiederum Teil einer internationalen Paris-Hamburger Bahn werden sollte. Am 1. Januar 1870 nahm die CME den Personenverkehr auf dem ersten Teilstück zwischen dem Bahnhof Wanne (heute Wanne-Eickel Hauptbahnhof) an ihrer Stammstrecke und dem Bahnhof Münster (heute Münster (Westfalen) Hauptbahnhof) auf; zeitgleich entstand der erste Dülmener Bahnhof.
Das Deutsche Reich und die Niederlande beschlossen am 13. November 1874 die Herstellung einer direkten Eisenbahnverbindung zwischen Dortmund und Enschede. Die zu diesem Zweck gegründete Dortmund-Gronau-Enscheder Eisenbahn-Gesellschaft (kurz DGE) konnte bereits am 25. November 1874 die erste Teilstrecke bis Bahnhof Lünen (heute nicht mehr existierender Bahnhof Lünen Nord) in Betrieb nehmen.
Beim Bau des nächsten Teilstücks nach Dülmen wurde der Bahnhof Dülmen DGE am 15. Juni 1875 einen halben Kilometer nordwestlich des Köln-Mindener Bahnhofs angelegt und deren Strecke niveaufrei überquert. Am 1. August 1875 folgte der nächste Abschnitt bis zum Bahnhof Coesfeld (Westf). Nach der Verstaatlichung der (nominell) privaten Eisenbahngesellschaften in den Preußischen Staatseisenbahnen wurde der Enscheder Bahnhof in Bahnhof Dülmen Ost umbenannt, obwohl er knapp westlich des Köln-Mindener Bahnhofs liegt.
Später erfolgte der Bau einer Verbindungskurve nördlich des Bahnhofs zwischen den beiden bislang unabhängigen Betriebsstellen, Fahrtrichtung Coesfeld–Münster. In den 1950er Jahren wurde der Personenverkehr auf der oberen Strecke vom Bahnhof Dülmen Ost zum Bahnhof Dülmen (hoch) verlegt; mit diesem Bahnhofsteil wurde der Bahnhof Dülmen nun zu einem Turmbahnhof. Die Verbindungskurve wurde in den 1990er Jahren stillgelegt und abgebaut.
Auch östlich des Bahnhofs gab es eine Verbindungskurve in Fahrtrichtung Münster–Lünen. Sie wurde im Zweiten Weltkrieg zerstört und nicht wieder aufgebaut, der Rest ist noch als Anschlussgleis zu den Tower Barracks in Betrieb. Beide Verbindungen wurden im Personenverkehr nicht befahren.
Das am 20. Mai 1964 unter Eberhard Kitter eröffnete Empfangsgebäude befand sich im Winkel der Kreuzung nördlich der Bahnstrecke Wanne-Eickel–Hamburg und westlich der Bahnstrecke Dortmund–Gronau. Es verfügte über ein Reisezentrum und war nach dem Einbau einer Fahrstuhlanlage zum Bahnsteig nach Münster/Essen weitgehend barrierefrei. Die Bahnsteighöhe war an Gleis 31 im oberen Bahnhofsteil jedoch lange Zeit noch zu niedrig, bis der Bahnsteig im Jahr 2025 auf 76 Zentimeter angehoben wurde. Das Empfangsgebäude des ehemaligen Bahnhofs der Köln-Mindener Eisenbahngesellschaft wurde 1977 abgerissen.
Im Zuge des Projektes „Bahnhof Dülmen – Klimagerecht mobil unterwegs“ folgte 2020 wiederum der Abriss des Empfangsgebäudes von 1964. Errichtet wurden neben einem neuen Empfangsgebäude  ein Fahrradparkhaus sowie ein neuer barrierefreier Vorplatz. Ein neuer Busbahnhof sowie P&R-Parkplätze wurden ebenfalls realisiert. Eine zusätzliche Fuß- und Radfahrerbrücke ist zwar geplant und der Rohbau fertiggestellt, aber noch nicht montiert. Das Bahnhofsprojekt ist Teil des Klimaschutzkonzeptes der Stadt Dülmen und trägt einen entscheidenden Teil dazu bei, die Treibhausgase zu reduzieren und somit die CO2-Bilanz der Stadt zu verbessern.
Gefördert wird das Projekt durch das Programm „KommunalerKlimaschutz.NRW“ (Europäischer Fonds für regionale Entwicklung).
Das neue Empfangsgebäude konnte im Frühjahr 2023 in Betrieb genommen werden. Das Fahrradparkhaus mit 700 Stellplätzen ist seit Ende 2022 in Betrieb. Auch die beiden Parkplätze mit insgesamt 260 Stellplätzen sind in Benutzung. Probleme gibt es bei der geplanten neuen Fußgängerbrücke, wann sie fertig gestellt werden kann, ist unsicher. Derzeit ist ein erneutes Gutachten beauftragt, welches prüfen soll ob die neue Fußgängerbrücke in ihrem aktuellen Zustand verwendet werden kann oder nicht. Ein Ergebnis dieses Gutachtens verzögert sich auf unbestimmte Zeit.

## Anlagen
Im unteren Bereich gibt es neben den Bahnsteiggleisen an einem Mittelbahnsteig auch noch drei bahnsteiglose Ausweichgleise. Die ehemaligen Gleise an der Ladestraße im Südwesten des Bahnhofs sind nicht mehr angebunden.
Im oberen Bereich gibt es an der eingleisigen Strecke auf Höhe des Gleises 31 ein Kreuzungsgleis mit heute unbenutztem Bahnsteig.

## Bilder

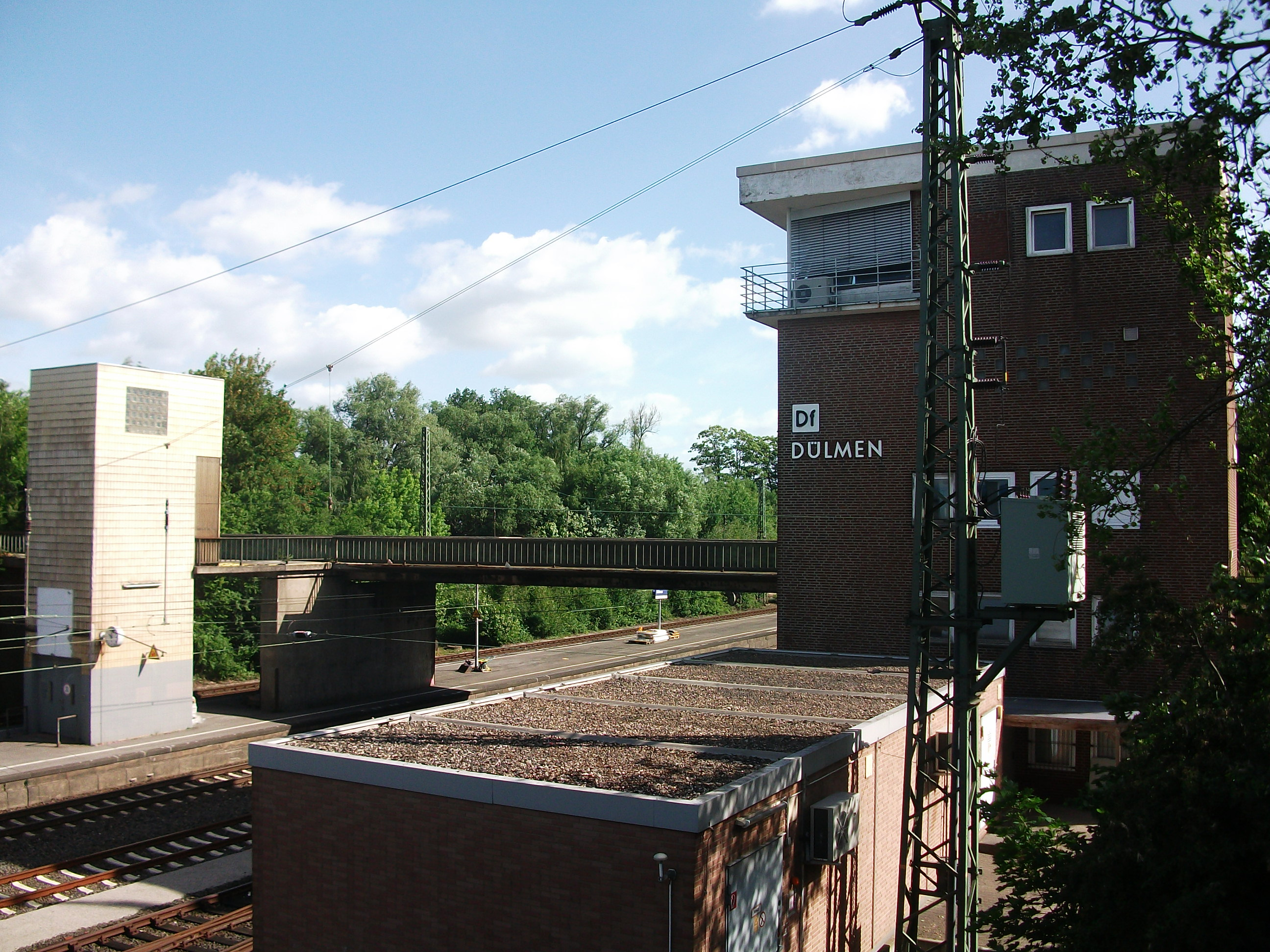
Stellwerk mit Sicht auf beide Strecken, 2011
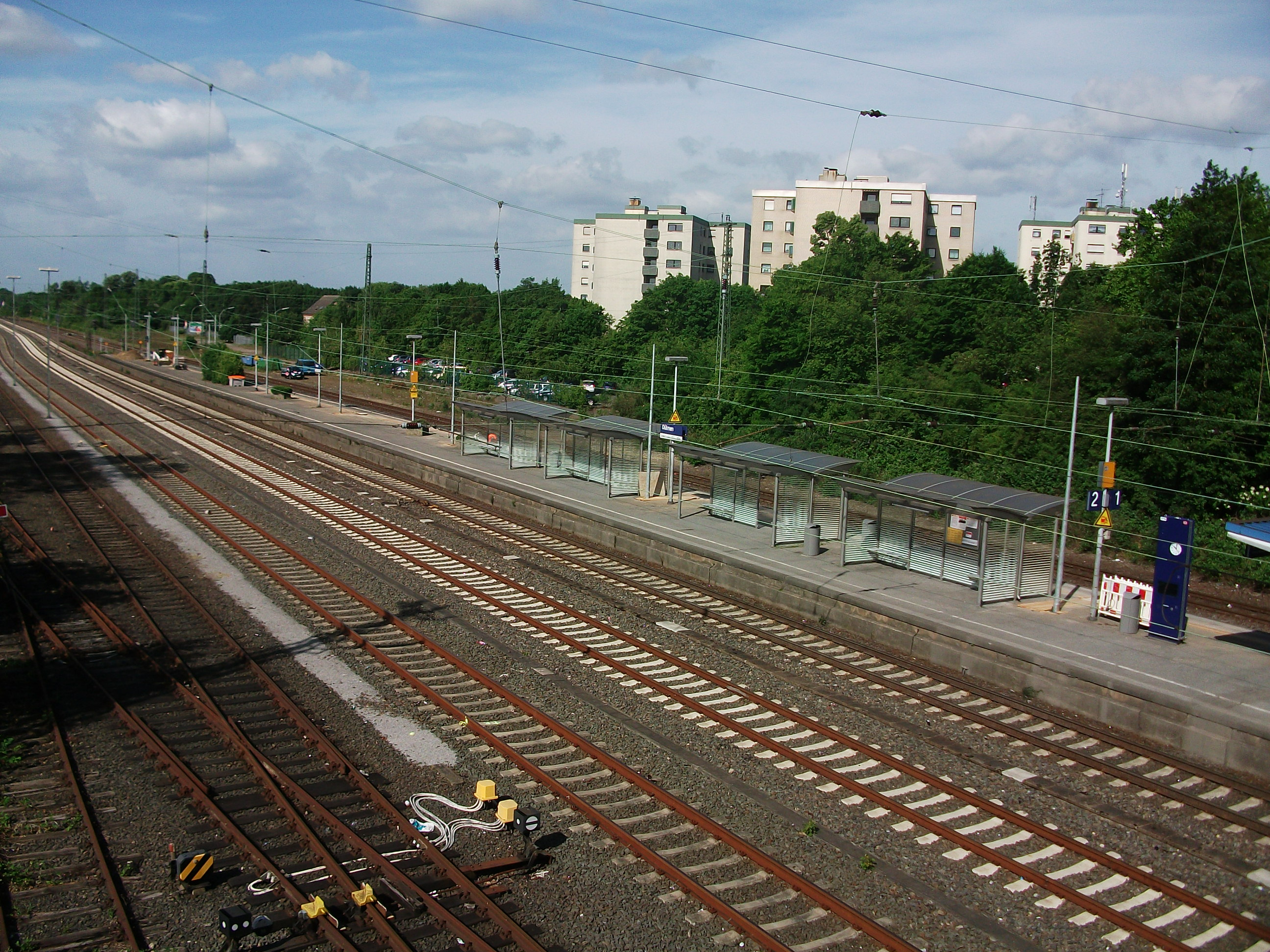
Unterer Bahnsteig, 2011
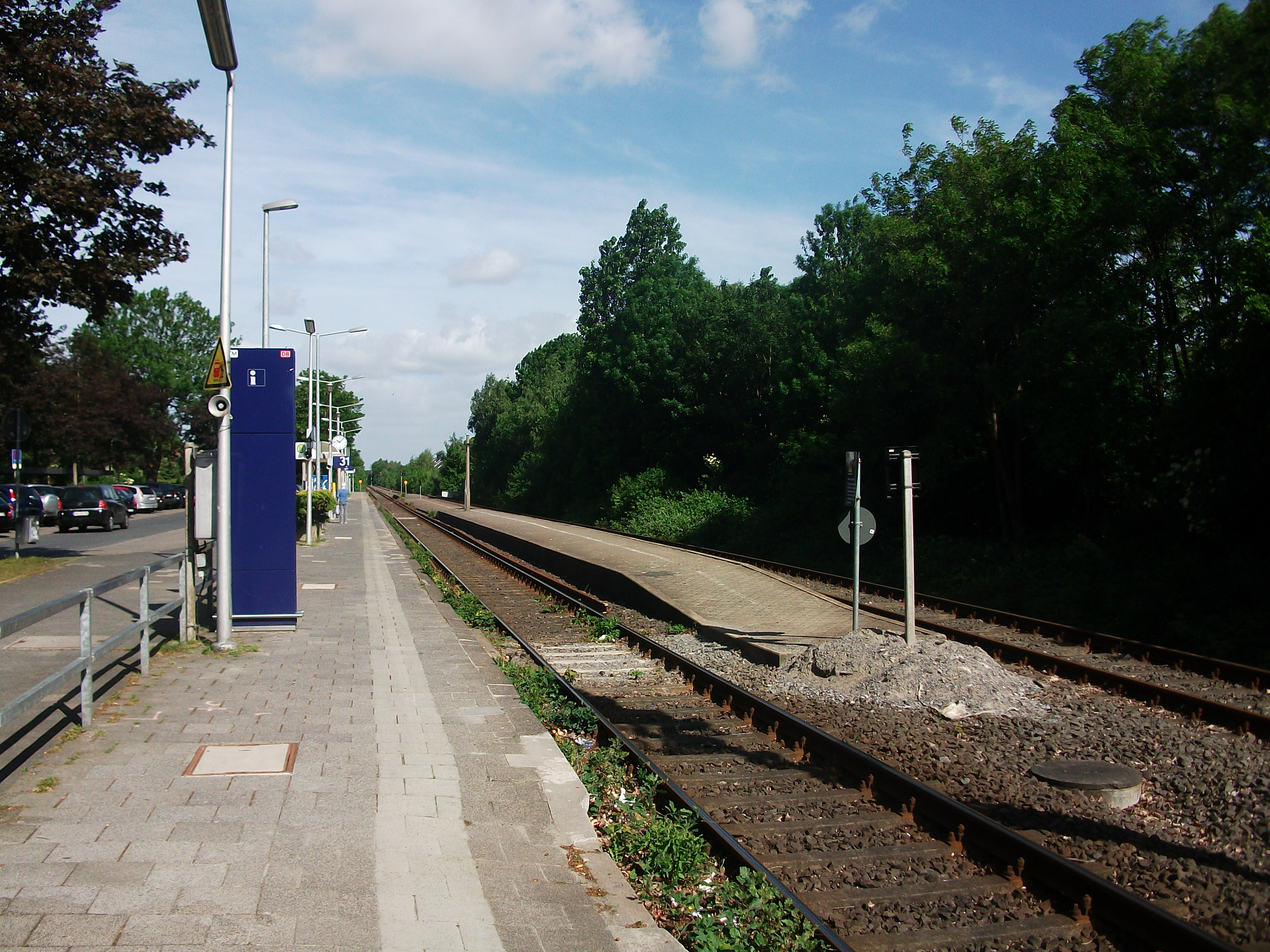
Oberer Bahnsteig, 2011
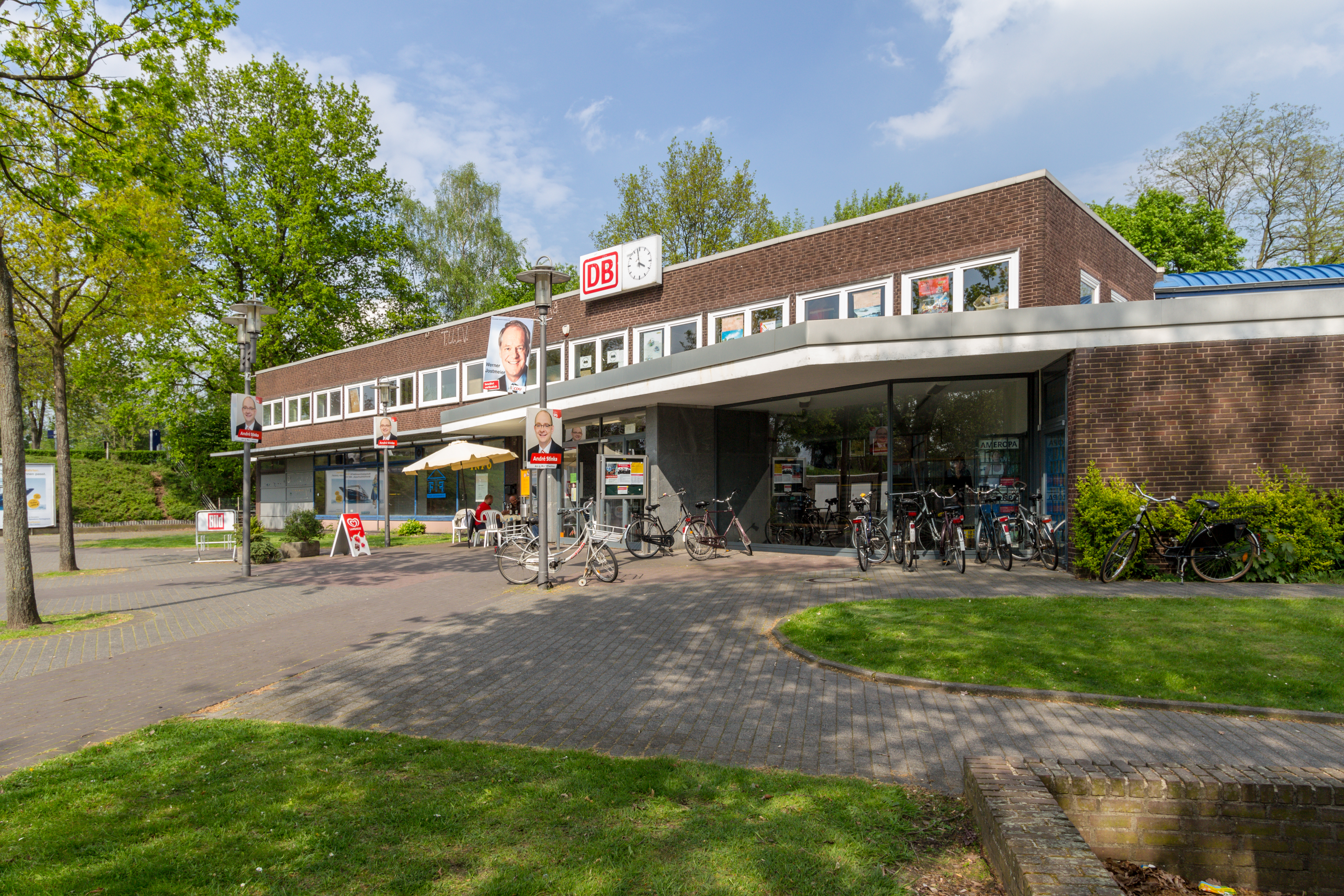
Empfangsgebäude, 2012
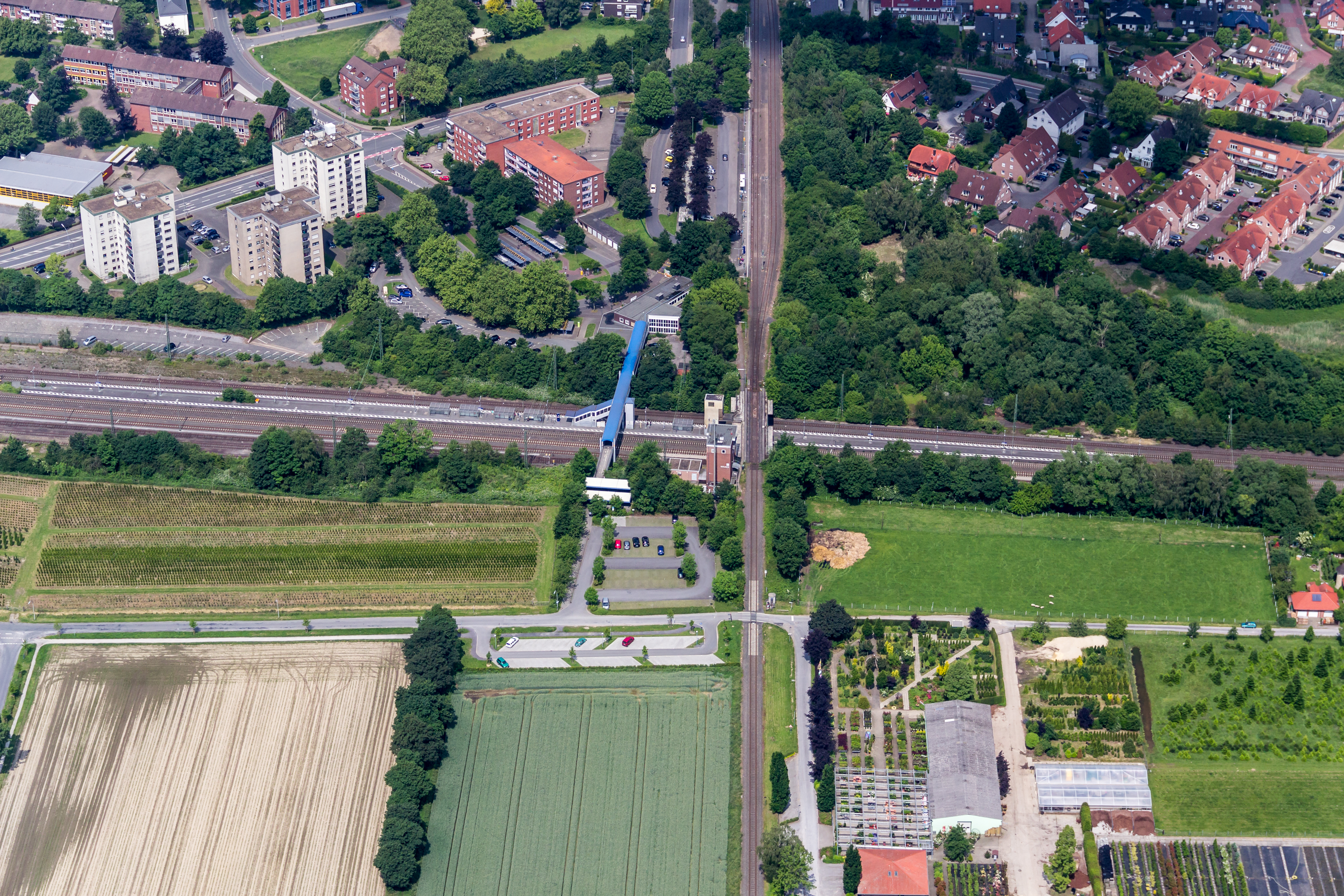
Luftbild, 2014
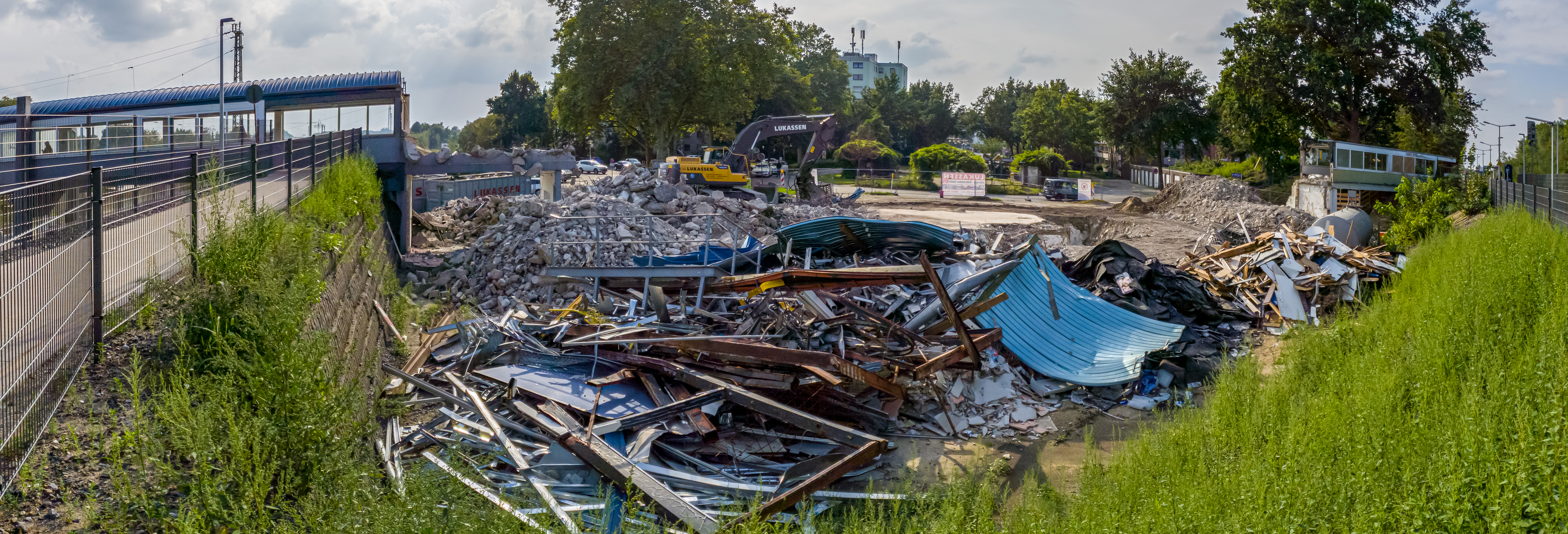
Abriss des Empfangsgebäudes, 2020
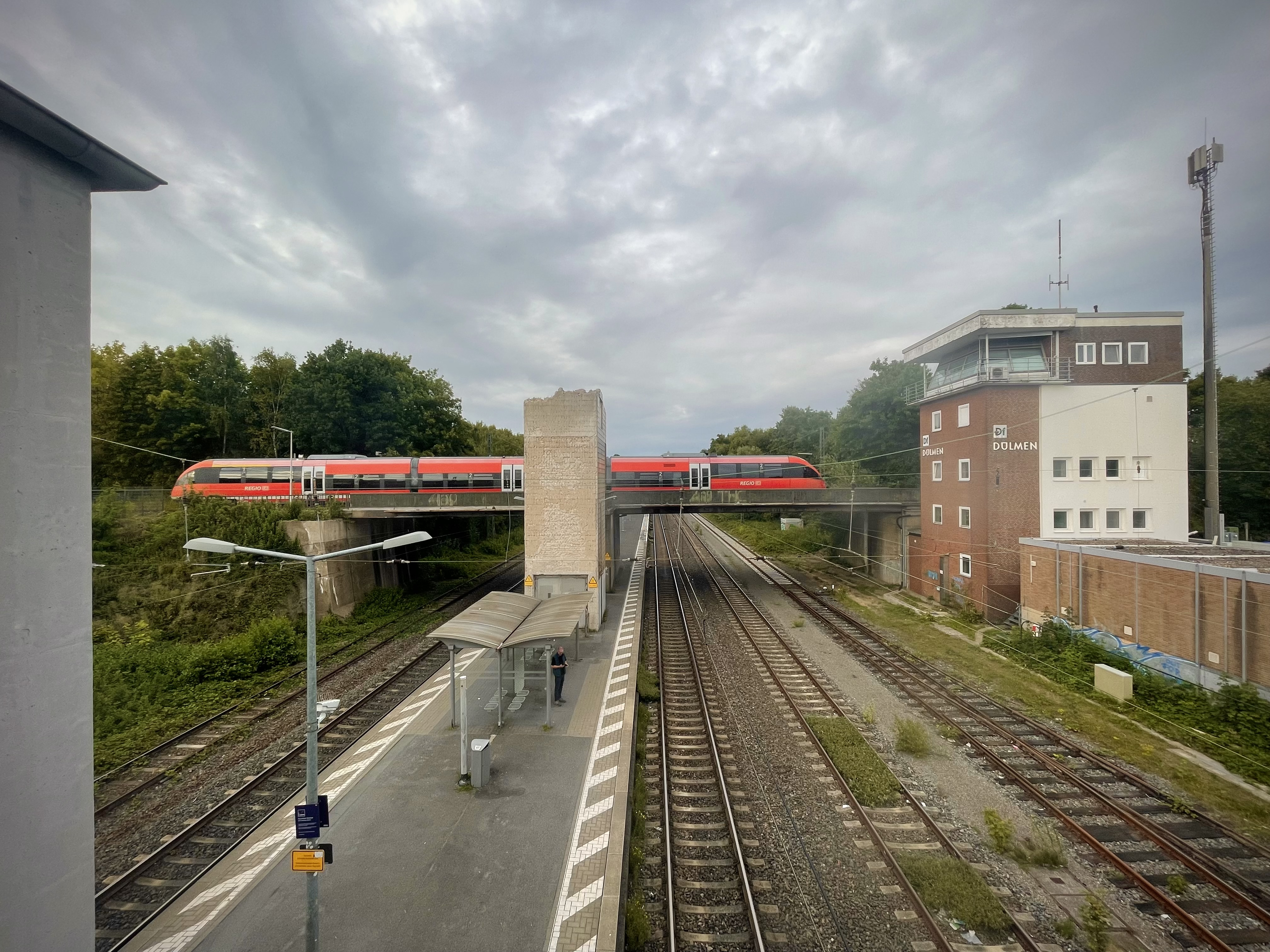
Unten die Strecke 2200, oben die Strecke 2100 mit einem Zug der RB 51 Westmünsterland-Bahn. Rechts im Bild das Stellwerk Df. (2025)

## Bedienung
Im Schienenpersonennahverkehr wird der Bahnhof Dülmen von zwei Regional-Express-Linien und einer Regionalbahnlinie bedient:
| Linie | Linienverlauf | Takt                                              | Betreiber |
| ----- | --- | ------------------------------------------------- | --------- |
| RE 2  | Rhein-Haard-Express: Osnabrück Hbf – Hasbergen – Natrup-Hagen (zweistdl.) – Lengerich (Westf) – Kattenvenne (zweistdl.) – Ostbevern – Westbevern – Münster (Westf) Hbf – (Münster-Albachten – Senden-Bösensell – Nottuln-Appelhülsen – Buldern –)* Dülmen – (Sythen –)* Haltern am See – (Marl-Sinsen –)* Recklinghausen Hbf – (Recklinghausen Süd –)* Wanne-Eickel Hbf – Gelsenkirchen Hbf – Essen Hbf – Mülheim (Ruhr) Hbf – Duisburg Hbf – Düsseldorf Flughafen – Düsseldorf Hbf * Halt nur einzelner Züge im Nachtverkehr Stand: Fahrplanwechsel Dezember 2023 | 60 min                                            | DB Regio  |
| RE 42 | Niers-Haard-Express: Münster (Westf) Hbf – Münster-Albachten (stündlich) – Senden-Bösensell – Nottuln-Appelhülsen – Buldern – Dülmen – Sythen – Haltern am See – Marl-Sinsen – Recklinghausen Hbf – Recklinghausen Süd – Wanne-Eickel Hbf – Gelsenkirchen Hbf – Essen Hbf – Mülheim (Ruhr) Hbf – Duisburg Hbf – Rheinhausen – Krefeld-Uerdingen – Krefeld Hbf – Viersen – Mönchengladbach Hbf Stand: Fahrplanwechsel Dezember 2021 | 30 min (Münster–Essen) 60 min (Essen–M’gladbach)  | DB Regio  |
| RB 51 | Westmünsterland-Bahn: Dortmund Hbf – Dortmund-Kirchderne – Dortmund-Derne – Lünen-Preußen – Lünen Hbf – Bork (Westf) – Selm-Beifang – Selm – Lüdinghausen – Dülmen – Lette (Kr Coesfeld) – Coesfeld (Westf) – Rosendahl-Holtwick – Legden – Ahaus – Epe (Westf) – Gronau (Westf) – Glanerbrug – Enschede De Eschmarke – Enschede Stand: Fahrplanwechsel Dezember 2023 | 60 min 20/40 min (Dortmund–Lünen, nicht sonntags) | DB Regio  |